# Storå (stacja kolejowa)
Storå – stacja kolejowa w Storå, w regionie Örebro, w Szwecji. Stacja posiada swój własny kod stacji: Sr. Stacja znajduje się w obszarze miejskim Storå. Od 2005 roku, posiada tylko jeden peron i jeden tor, przy którym zatrzymują się pociągi Tåg i Bergslagen a nawet pociągi towarowe. Stacja znajduje się na Bergslagsbanan i jest między Lindesberg i Kopparberg, w północnej części regionu Örebro.

## Linie kolejowe
- Bergslagsbanan